# Patrick Hässig

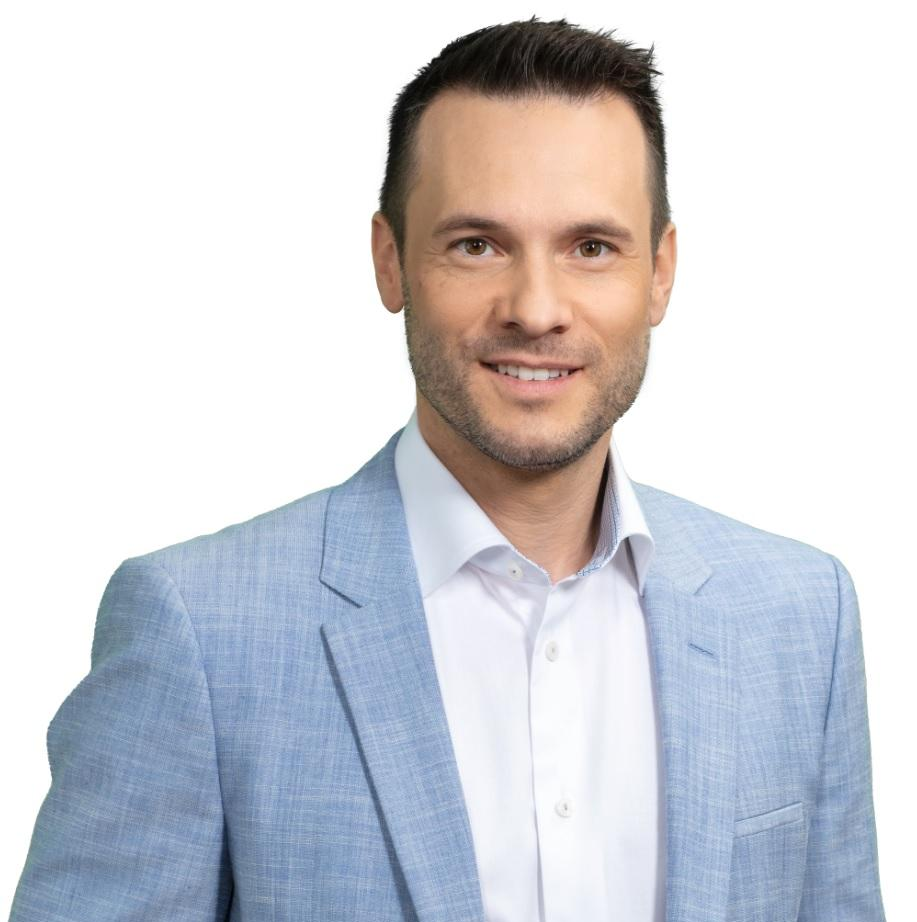
Patrick Hässig, 2024

Patrick Hässig (* 1. Februar 1979 in Zürich) ist ein Schweizer Politiker (GLP) und ehemaliger Radiomoderator. Im Jahr 2023 wurde er in den Nationalrat gewählt.

## Leben
Patrick Hässig wuchs in Zürich-Oerlikon auf. Er besuchte von 1986 bis 1995 die Primar- und Sekundarschule in Zürich. Eine kaufmännische Lehre machte er bei den Winterthur-Versicherungen in Zürich und schloss diese 1998 erfolgreich ab.
Nebst seiner Tätigkeit als Moderator, Pfleger und Politiker unterrichtet er seit 2002 bei der Jugendmusik Zürich 11 als Trommellehrer.
2017 entschied sich Hässig zu einer Ausbildung zum Diplomierten Pflegefachmann HF im Stadtspital Waid in Zürich, wo er 2020 erfolgreich abschloss und seither arbeitet.
Ab Mai 2022 sass Hässig in der Stadt Zürich für die Grünliberale Partei im Gemeinderat. 2023 wurde er in den Zürcher Kantonsrat gewählt, bei den Nationalratswahlen 2023 verpasste er knapp den Einzug in den Nationalrat. Da seine Parteikollegin Tiana Angelina Moser im November 2023 in den Ständerat gewählt wurde, konnte Hässig für sie nachrücken. Seine Ämter als Kantons- und Gemeinderat gab er auf.

## Medienkarriere
Von 1997 bis 1999 war Hässig Moderator bei Radio Unispital. Nach einem Sprachaufenthalt besuchte er diverse Kurse beim Schweizer Radio DRS und am Medien-Ausbildungs-Zentrum in Luzern. In den Jahren 1999 bis 2004 moderierte Hässig beim Rotkreuzer Radio Sunshine.
Zwischen 2004 und 2005 war er für ein Jahr bei Radio NRJ Zürich als Morgenmoderator, stellvertretend für Roman Kilchsperger tätig.
Zwischen 2005 und 2008 arbeitete er beim Schweizer Radio DRS 3 als Hitparadenmoderator. Am Sonntag, 6. Januar 2008 sendete DRS 3 die «40 Jahre Hitparade Jubiläumssendung» mit Patrick Hässig als Moderator und vielen ehemaligen Hitparadenmoderatoren (Christoph Schwegler, Gabriel Felder, Mario Torriani, Sven Epiney) als Gäste. Nach seiner letzten Sendung der Schweizer Hitparade am 30. März 2008 gab Patrick Hässig bekannt, dass er die Morgenmoderation beim Schweizer Privatsender Radio 24 übernehme.
Von Ende 2006 bis Ende 2009 moderierte Patrick Hässig beim Schweizer Fernsehen SF zwei die Kinderquizsendung Die Gameshow.
Von März 2008 bis August 2013 war Hässig als Morgenshowmoderator bei Radio 24 tätig. Vom August 2013 bis im September 2017 moderierte er, wie bereits 2004 und 2005, abwechselnd mit Roman Kilchsperger Energy Mein Morgen beim Zürcher Privatsender Energy.
Vom August 2012 bis September 2014 präsentierte Hässig die Quizshow Weniger ist mehr auf SRF 1.
Von 2018 bis 2023 war Patrick Hässig bei Radio Energy weiterhin als Freelancer tätig und moderierte daher punktuell am Wochenende.